# Uzębienie

Jama ustna człowieka z widocznym uzębieniem

Uzębienie (łac. dentitio) – zespół wszystkich zębów występujących w jamie ustnej jednego osobnika. Cechy uzębienia są charakterystycznymi cechami taksonów, szczególnie istotnymi w paleozoologii przy badaniach materiału kopalnego.
Na uzębienie danego osobnika składa się łuk zębowy górny (arcus dentalis superior) i łuk zębowy dolny (arcus dentalis inferior).
U niektórych gatunków zęby są elementem dymorfizmu płciowego. Układ zębów danego gatunku określa wzór zębowy.

## Typy uzębienia
Typy uzębienia wyróżniane w zależności od:
kształtu i wielkości zębów:
- uzębienie homodontyczne
- uzębienie heterodontyczne

budowy koron zębowych:
- uzębienie sekodontyczne – guzki zębów policzkowych tworzone przez szkliwo o ostrych krawędziach. np. drapieżne, owadożerne
- uzębienie lofodontyczne – guzki zębów policzkowych ukształtowane w figury zwane jarzem (lophi) np. u koniowatych
- uzębienie bunodontyczne – guzki zaokrąglone, niewysokie. np. wszystkożerne
- uzębienie selenodontyczne – guzki tępe w postaci półksiężyca. np. przeżuwacze

częstotliwości wymiany zębów:
- uzębienie monofiodontyczne
- uzębienie difiodontyczne
- uzębienie polifiodontyczne

układu łuków zębowych:
- uzębienie izognatyczne – w zamkniętej jamie ustnej zęby górne i dolne trafiają na siebie, np. pies, świnia.
- uzębienie anizognatyczne – w zamkniętej jamie ustnej zęby górne i dolne nie trafiają na siebie (np. u konia zęby żuchwowe lewej i prawej strony są położone bliżej siebie, niż zęby szczęki).